# 莱纳克 (康塔尔省)
莱纳克（法語：Leynhac）是法国康塔尔省的一个市镇，属于歐里亞克區（Aurillac）莫尔县（Maurs）。该市镇总面积27.68平方公里，2009年时的人口为343人。

## 人口
莱纳克人口变化图示
| 数据来源：INSEE |